# Нью-Прери (тауншип, Миннесота)
Нью-Прери (англ. New Prairie) — тауншип в округе Поп, Миннесота, США. На 2000 год его население составило 252 человека.

## География
По данным Бюро переписи населения США площадь тауншипа составляет 92,8 км², из которых 91,1 км² занимает суша, а 1,7 км² — вода (1,87 %).

## Демография
По данным переписи населения 2000 года здесь находились 252 человека, 84 домохозяйства и 71 семья.  Плотность населения —  2,8 чел./км².  На территории тауншипа расположено 87 построек со средней плотностью 1,0 построек на один квадратный километр. Расовый состав населения: 97,22 % белых, 1,19 % афроамериканцев, 1,19 % — других рас США и 0,40 % приходится на две или более других рас.
Из 84 домохозяйств в 40,5 % воспитывались дети до 18 лет, в 75,0 % проживали супружеские пары, в 7,1 % проживали незамужние женщины и в 14,3 % домохозяйств проживали несемейные люди. 10,7 % домохозяйств состояли из одного человека, при том 7,1 % из — одиноких пожилых людей старше 65 лет. Средний размер домохозяйства — 3,00, а семьи — 3,24 человека.
30,6 % населения — младше 18 лет, 6,7 % — в возрасте от 18 до 24 лет, 23,4 % — от 25 до 44, 24,2 % — от 45 до 64, и 15,1 % — старше 65 лет. Средний возраст — 37 лет. На каждые 100 женщин приходилось 108,3 мужчин.  На каждые 100 женщин старше 18 приходилось 98,9 мужчин.
Средний годовой доход домохозяйства составлял 41 875 долларов, а средний годовой доход семьи —  43 333 доллара. Средний доход мужчин —  33 750  долларов, в то время как у женщин — 20 469. Доход на душу населения составил 17 136 долларов. За чертой бедности находились 7,3 % семей и 8,4 % всего населения тауншипа, из которых 7,4 % младше 18 и 3,9 % старше 65 лет.